# Melanagromyza chillcotti
Melanagromyza chillcotti är en tvåvingeart som beskrevs av Spencer 1986. Melanagromyza chillcotti ingår i släktet Melanagromyza och familjen minerarflugor.
Artens utbredningsområde är North Carolina. Inga underarter finns listade i Catalogue of Life.